# Cruz de El Morro (Caracas)
La Cruz de El Morro es el nombre que recibe una estructura monumental que se localiza en la parroquia Petare al este del Distrito Metropolitano de la ciudad de Caracas en jurisdicción del municipio Sucre del Estado Miranda y al centro norte del país sudamericano de Venezuela.
Se trata de una los monumentos católicos usados en Semana Santa para celebrar la festividad religiosa del Viernes Santo, día en el cual se realizan diversas actividades que incluyen misas, procesiones, la visita a los siete templos y en especial la representación del Viacrucis, donde se recuerda la muerte y resurrección de Jesús. Los fieles católicos parten de la Iglesia Nuestra Señora de Fátima, en el sector El Nazareno visitando siete iglesias y monumentos religiosos.
En el 2015 el gobierno municipal a través de la Dirección de Obras, Mantenimiento y Servicios remodeló el lugar haciendo mejoras al sistema de electricidad, y una nueva plaza y pedestal  y en 2016 fue reacondicionado nuevamente para facilitar las actividades que allí se realizan anualmente.